# 루갈
루갈(수메르어: 𒈗)은 수메르 문명권의 군주 칭호 중 하나로, 같은 군주 칭호인 엔시보다 더 격이 높은 칭호이다. 설형문자 루갈은 수메르, 아카드, 히타이트 설형문자 문헌에 결재자로 봉사하며 따르는 단어가 왕의 이름을 나타낸다. 루갈은 보통 귀족 지주가문의 특출한 젊은이였다. 아카드어로 "루갈"은 샤르(아카드어: 𒈗)라고 불린다.

## 같이 보기
- 루갈반다